# Henndorf am Wallersee
Henndorf am Wallersee é um município da Áustria, situado no distrito de Salzburg-Umgebung, no estado de Salzburgo. Tem 23,51 km² de área e sua população em 2019 foi estimada em 4.941 habitantes.